# ベータクロス

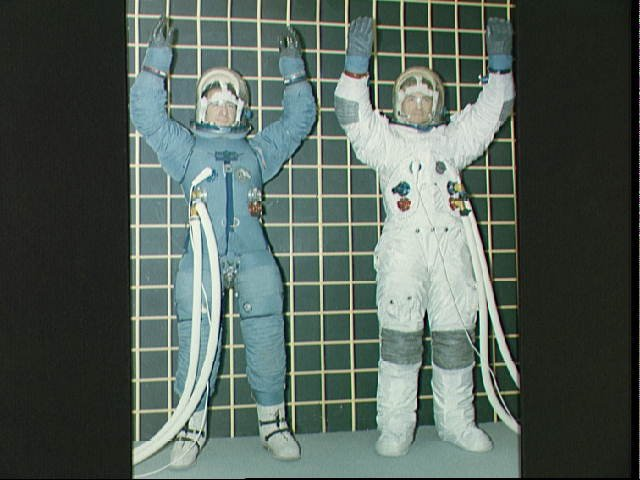
アポロ与圧服、左がベータクロスを付ける前の服、右の服の白い表面の物がベータクロスである

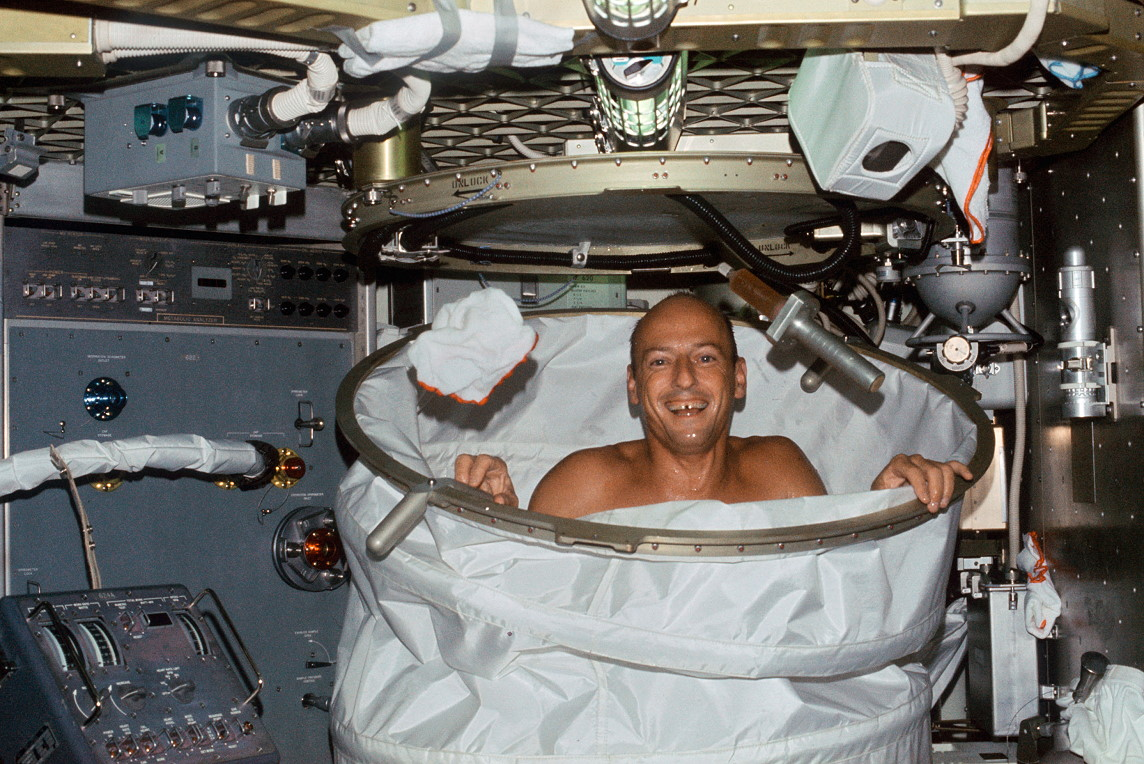
1973年、スカイラブ のシャワー に入るピート・コンラッド シャワーはリング状のフレームを持つベータクロスで覆われている。

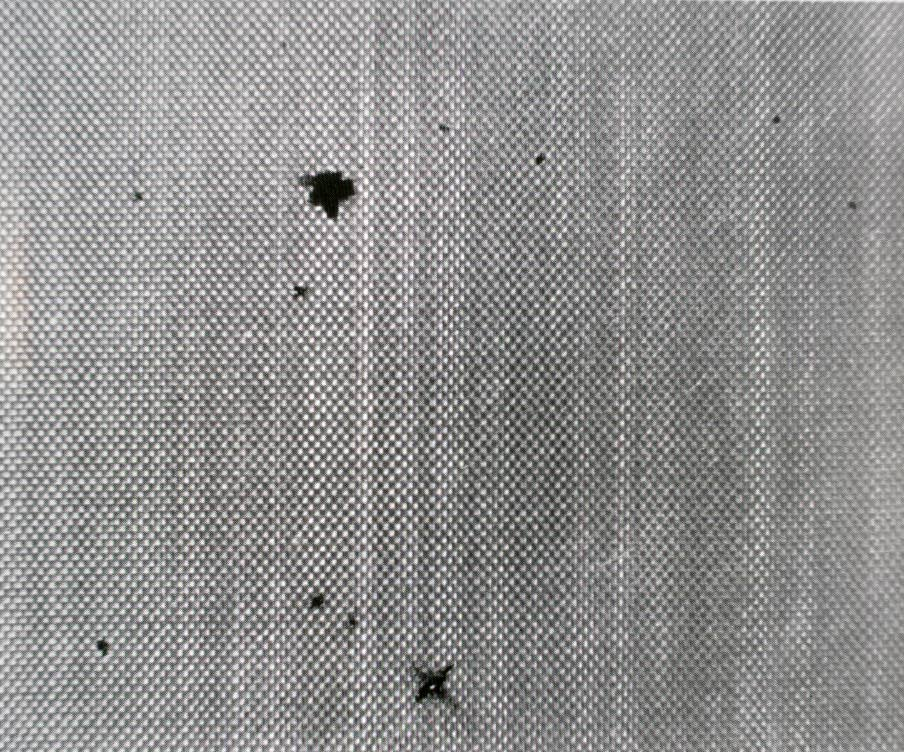
ベータクロスへの微小隕石 の衝突

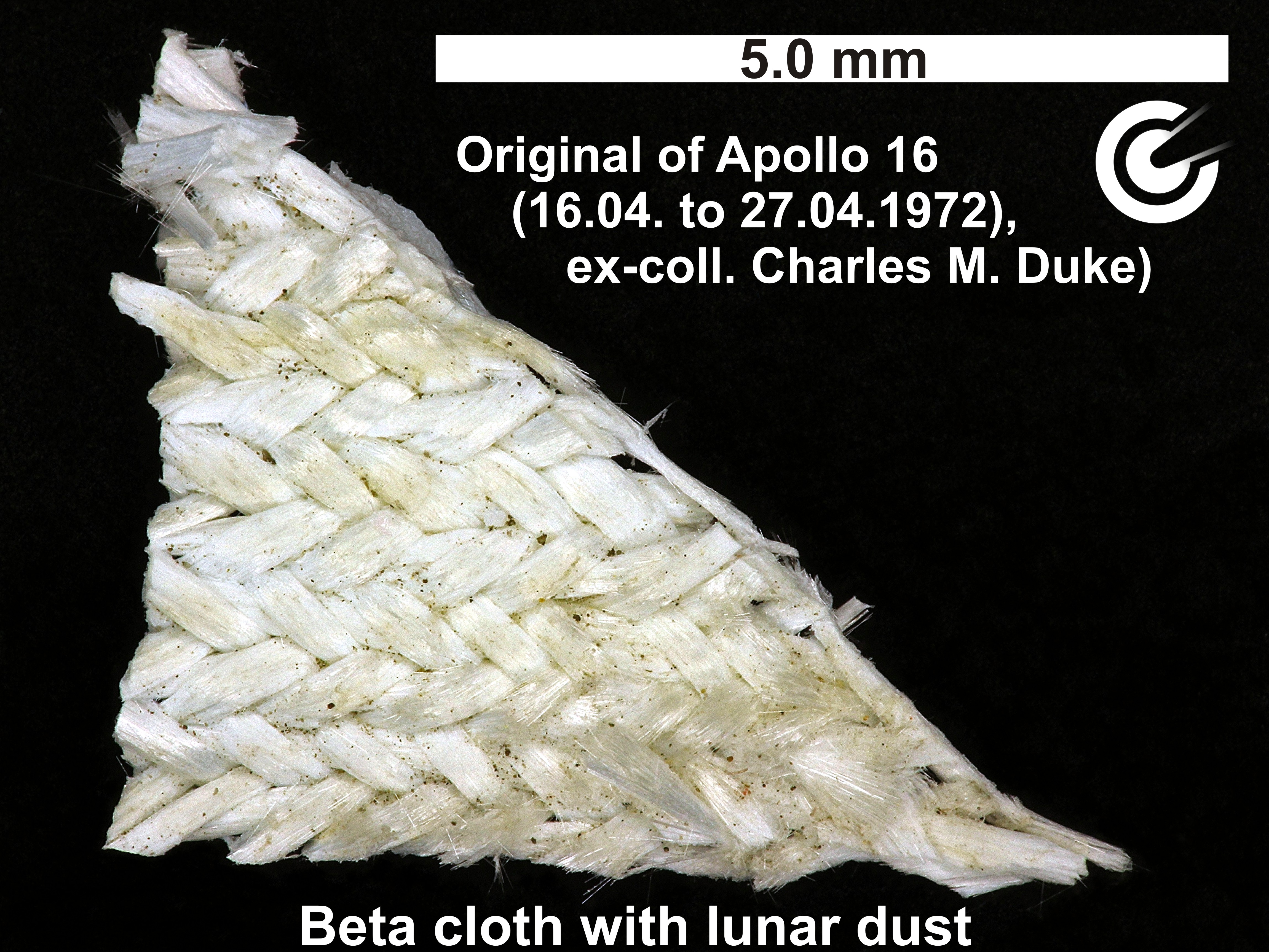
月の埃が付着したベータクロス

ベータクロス（Beta_cloth）は、アポロ/スカイラブ A7L 宇宙服その他の特殊用途の製造に使用された耐火性シリカ繊維布である。
ベータクロスは、グラスファイバーに似た、細かく織られたシリカ繊維で構成されている。 得られた生地は燃えず、650 °C (1,200 °F) を超える温度でのみ溶ける。 操作時にしわになったり破れたりする傾向を軽減し、耐久性を高めるために、繊維はテフロンでコーティングされている。

## 詳細
ベータ布は緻密に織られているため、原子状酸素への曝露に対する防護に使える。 原子状酸素への曝露に耐えるその能力により、宇宙用の多層断熱材の最外層として適している。 スペースシャトルや国際宇宙ステーションでも使われている。
1967 年のアポロ 1 号火災事故で宇宙飛行士のナイロン製衣服が燃え尽きた後、NASAは宇宙船と宇宙服の両方から可燃性物質を除去するよう要求した。 
ベータ クロスは、フレデリック S. ドーン率いる有人宇宙船センター チームによって、オーウェンズ コーニング社デュポン社で働くマシュー I. ラドノフスキー氏の協力の元開発された。
さらなる耐摩耗性が必要な場合は、Chromel-Rニッケルクロム合金 金属布の外部パッチが使われた。
スペースシャトルのペイロードベイの内側にも使用された。 開いた状態で1週間以上宇宙空間に野ざらしにされたときの防御となる。
キュリオシティ火星探査機にも使われている。